# Disenå Station
Disenå Station (Disenå stasjon) var en jernbanestation, der lå i byområdet Disenå i Sør-Odal kommune på Kongsvingerbanen i Norge. 
Stationen blev åbnet 1. oktober 1865. Det var oprindeligt tanken, at den skulle have heddet Sæteråa efter åen, der har udløb ved stationen. På grund af navneligheden med nabostationen Seterstøa Station, blev navnet imidlertid ændret til Disenaaen efter gården på den anden side af åen. Der findes altså ingen å med navnet Disenå. Stationen blev fjernstyret 21. maj 1966 og gjort ubemandet 17. marts 1969. Den blev nedlagt 9. december 2012 i forbindelse med indførelsen af ny køreplan for tografikken i Østlandsområdet.
Ved nedlæggelsen bestod stationen af nogle få spor med to perroner og en stationsbygning i rødbrunt træ. Stationsbygningen blev opført i 1954 efter tegninger af NSB Arkitektkontor.